# Gladek
Gladek je priimek v Sloveniji, ki ga je po podatkih Statističnega urada Republike Slovenije na dan 1. januarja 2010 uporabljalo 79 oseb in je med vsemi priimki po pogostosti uporabe uvrščen na 5.317. mesto.

## Znani nosilci priimka
- Anica Gladek, radijska napovedovalka